# Грабине (Роменська міська рада)
Гра́бине — колишнє село в Україні, у Сумській області. Зняте з обліку рішенням Сумської облради.
Село Грабине знаходиться на відстані 2 км від міста Ромни та села Колісникове.